# Fair catch kick
Fair catch kick – zagranie w futbolu amerykańskim wykonywane poprzez kopnięcie piłki, mające na celu umieszczenie jej pomiędzy słupami i ponad poprzeczką bramki przeciwnika i zdobycie 3 punktów.
Fair catch kick jest jedną z dwóch opcji rozegrania pierwszej próby (obok wznowienia gry snapem), którą ma prawo wybrać drużyna po wykonaniu bezkontaktowego złapania piłki (fair catch).
Kopnięcie wykonuje się w sposób podobny do kickoffu, z linii jardu, na której złapana została piłka, jednakże niedozwolone jest użycie 1-calowej podstawki utrzymującej piłkę w pionie. Zawodnicy drużyny przeciwnej muszą znajdować się za linią oddaloną 10 jardów od linii, z której wykonuje się strzał. Podczas uderzenia piłka przytrzymywana jest przez holdera, ale dopuszczalne jest wykonanie strzału z upuszczenia (dropkick). Zaletą tego zagrania jest brak konieczności celnego podania podczas snapu i tym samym szybkiego, dokładnego chwytu oraz ustawienia piłki przez holdera nadbiegającemu kopaczowi. Zmniejsza się również szansa jego zablokowania. 
Fair catch kick jest jednak bardzo rzadkim zagraniem - w historii NFL wykonano ich jedynie 21 (5 celnych), a ostatni strzał zakończony powodzeniem zdarzył się w 1976 roku (Ray Wersching z San Diego Chargers, 45 jardów). Niepopularność zagrywki spowodowana jest przede wszystkim tym, że fair catch, ze względu na specyfikę gry, ma miejsce w ogromnej większości przypadków poza linią środkową boiska (co najmniej 60 jardów od bramki), czyli - biorąc pod uwagę, że tylko 9 celnych strzałów w historii NFL było oddanych z co najmniej 60 jardów - w odległości zazwyczaj uniemożliwiającej większości kopaczom zdobycie punktów. Dodatkowo wykonywany jest zazwyczaj wtedy, gdy drużyna będąca w posiadaniu piłki nie ma wystarczająco dużo czasu na wykonanie akcji i zdobycie punktów albo gdy czas gry skończył się podczas łapania piłki i fair catch kick jest jedyną pozostającą możliwością na zdobycie punktów i to jedynie w przypadku, gdy potrzebne są one do zwycięstwa, czy doprowadzenia do remisu i dogrywki.
W sezonie 2008 dwaj gracze NFL Neil Rackers (Arizona Cardinals) i Mason Crosby (Green Bay Packers), jako ostatni do tej pory, próbowali zdobyć punktu w ten sposób, ale ich uderzenia - odpowiednio z 68 i 69 jardów - były niecelne. Podczas sezonu 2013 Phil Dawson (San Francisco 49ers) próbował - bez powodzenia - strzału z 71 jardów.